# فلاوسن
فلاوسن إحدى بلديات دائرة فلاوسن بولاية تلمسان الجزائرية.

## أعلام
- عبد القادر بن صالح